# Teucrium joannis
Teucrium joannis là một loài thực vật có hoa trong họ Hoa môi. Loài này được (Sauvage & Vindt) El Oualidi, T.Navarro & A.Martin miêu tả khoa học đầu tiên năm 1997.